# Ceroma inerme
Espèce
Ceroma inerme est une espèce de solifuges de la famille des Ceromidae.

## Distribution
Cette espèce se rencontre en Namibie et en Afrique du Sud.

## Description
Le mâle holotype mesure 20,5 mm.

## Publication originale
- Purcell, 1899 : New and little known South African Solifugae in the collection of the South African Museum. Annals of the South African Museum, vol. 1, p. 381-432 (texte intégral).